# Sokol (kulle i Ústí nad Labem)
Sokol (tyska: Hackelsberg) är en kulle i Tjeckien.   Den ligger i regionen Ústí nad Labem, i den norra delen av landet, 80 km norr om huvudstaden Prag. Toppen på Sokol är 668 meter över havet.